# كنيسة الرب العالمية
كنيسة الرب العالمية (بالإنكليزية:Worldwide Church of God)، هي طائفة مسيحية إنجيلية مقرها في جليندورا، كاليفورنيا، الولايات المتحدة الأمريكية.
تأسست في عام 1934 من قبل هربرت جورج آرمسترونغ بوصفها قناة بث إذاعي دينية اسمها راديو كنيسة الرب، وكان لها آراء غالبا ما تكون مثيرة للجدل، ونفوذ ديني في القرن ال20 وكان الراديو الخاص بها يبث في الولايات المتحدة وأوروبا، ويهتم في مجال تفسير الكتاب المقدس وخاصة نبوءات نهاية الزمان. في غضون بضع سنوات بعد وفاة آرمسترونغ في عام 1986، عدلت إدارة الكنيسة المذهب وتعاليمه لتكون متوافقة مع التيار المسيحي الإنجيلي، في حين غادرها العديد من أعضائها إلى كنائس أخرى. في عام 2009 أعتمدت الكنيسة أسم آخر لها هو «نعمة التواصل الدولي» (Grace Communion International). ينتمي لهذه الكنيسة (تعداد أبريل 2009) 42,000 شخص في 900 تجمع في نحو 90 بلد.